# Collège bouddhiste de la Porte du Dharma
Le Collège Bouddhiste La Porte du Dharma (en hongrois : A Tan Kapuja Buddhista Főiskola) est un établissement d’enseignement supérieur religieux bouddhiste en Hongrie, fondé en 1991 par l’Église bouddhiste de la Porte du Dharma (A Tan Kapuja Buddhista Egyház). Environ 300 étudiants suivent chaque année les cinq années de formation de licence et de master. L’institution est l’un des éléments les plus importants du Bouddhisme en Hongrie,,.
L’établissement participe activement au programme Erasmus+, offrant à ses étudiants la possibilité de mobilité académique et de stages dans toute l’Europe.

## Histoire
Le 27 mai 1991, 108 membres fondateurs ont créé l’Église Bouddhiste La Porte du Dharma. Les cinq communautés fondatrices ont mis en place le conseil ecclésiastique. L’église a été officiellement enregistrée au début de l’été. Un mois plus tard, l’église a fondé son établissement d’enseignement supérieur, le Collège Bouddhiste La Porte du Dharma. Le conseil a confié la fonction de recteur à Antal Dobosy et celle de doyen à Pál Farkas. Après le recrutement des enseignants, la préparation du programme et la rédaction du règlement intérieur, le premier concours d’entrée a eu lieu, avec 61 candidats. À l’automne, l’enseignement a commencé au 13, rue Keleti Károly, dans les locaux du Forum des juristes indépendants. Le cursus de quatre ans a été établi en 1995. En 2000, des cours du soir et du week-end ont officiellement commencé. En 2006, l’institution est passée au système de Bologne. En 2022, la première promotion d’enseignement par correspondance a été lancée,,.

## Événements importants
- Losang Sönam Guéshé, moine et enseignant bouddhiste tibétain, a été professeur au collège de 1995 à 2001.
- Un an avant sa mort, Ernő Hetényi a donné une conférence au Collège. Cela est devenu l’une des fêtes les plus importantes de l’Église, célébrée chaque année au solstice d’hiver sous le nom de Fête de Maitreya (voir Maitreya).
- En 2003, la rénovation du bâtiment de la rue Börzsöny a été achevée, la cour transformée en salle de cérémonie et temple, et un sommet de stupa, consacré par Namkhai Norbu Rinpoché, a été placé sur le toit.
- En 2015, un nouvel autel a été inauguré dans l’ancienne salle du coin du Dharma.

## Formation
Le collège, qui ne comporte pas de facultés, permet aux étudiants de découvrir de nombreux courants de la tradition bouddhiste, sans en privilégier aucun. Les enseignements théoriques et pratiques couvrent l’histoire et la doctrine des différentes écoles bouddhistes, ainsi que les systèmes philosophiques et religieux associés (par exemple hindouisme, taoïsme). Outre les cours, l’accent est mis sur la formation dans le cadre de la relation maître–disciple. Le collège propose également la pratique des arts martiaux orientaux. Parmi les langues orientales, les étudiants peuvent choisir le sanskrit, le pali ou le tibétain. Les étudiants les plus engagés dans le bouddhisme peuvent devenir enseignants religieux ou moines. Le système de crédits permet des spécialisations annuelles ou bisannuelles, qui sont mentionnées sur le diplôme à la fin des études, en plus du titre en sciences religieuses,.

## Centres et instituts
- Centre d’éducation, de culture et de retraite bouddhiste d’Uszó (près de Bükkmogyorósd)
- Centre de retraite et espace créatif de Mánfa (MEKA)

## Partenaires
- Université Kodolányi János
- Université Mahachulalongkornrajavidyalaya

## Enseignants notables

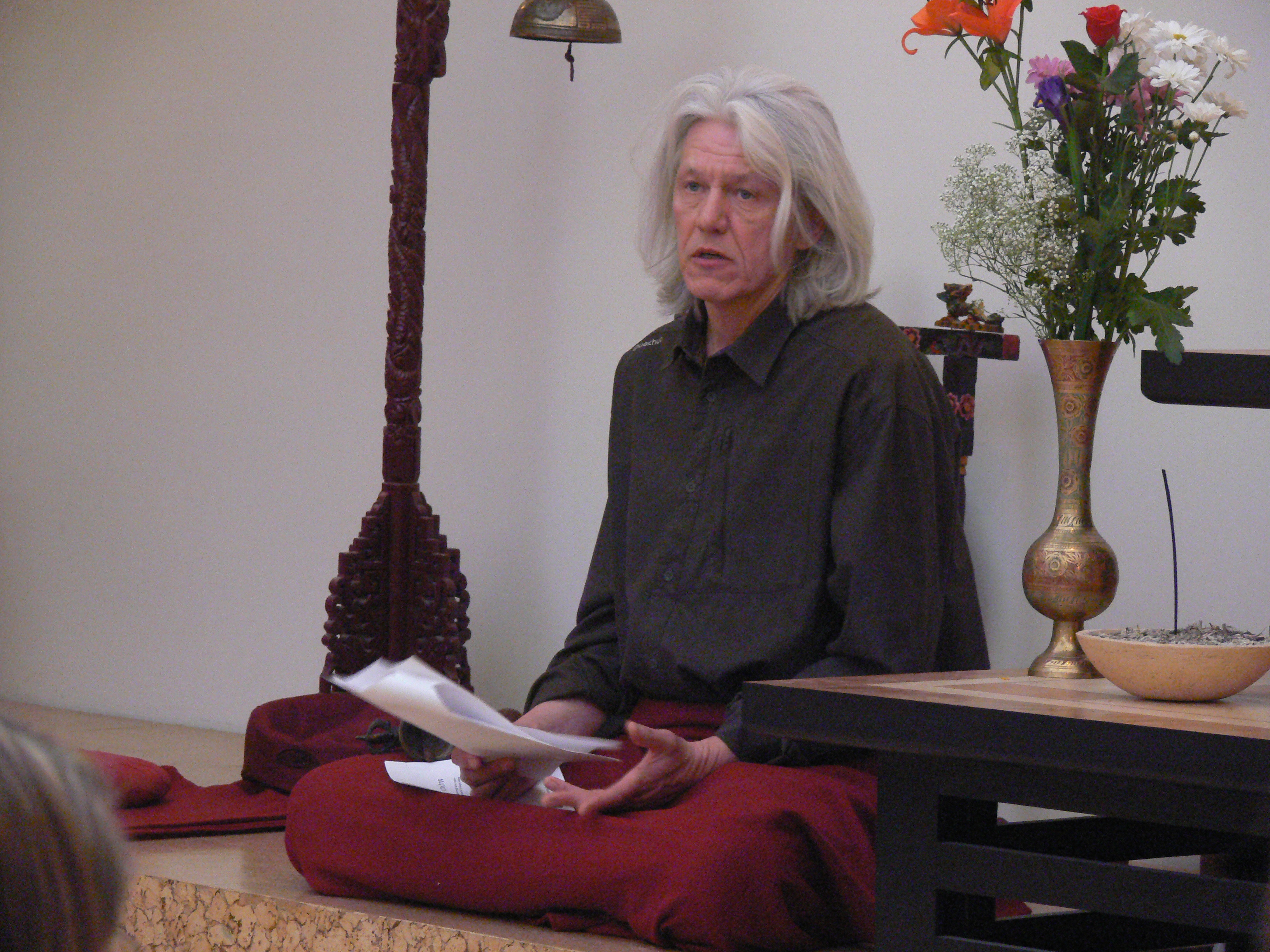
László Mireisz, président de l’institution

- Zoltán Cser
- Antal Dobosy
- Attila Márton Farkas
- Pál Farkas
- László Fórizs
- Gábor Karsai
- László Mireisz
- Botond Szathmári
- László Tenigl-Takács

### Anciens enseignants
- Tamás Agócs
- Judit Fehér
- Éva Kalmár

## Sources
- Site officiel du Collège Bouddhiste La Porte du Dharma
- TanKapu 30 ; éd. Géza Rába ; Église Bouddhiste La Porte du Dharma – Collège Bouddhiste La Porte du Dharma, Budapest, 2021